# Borki (Radom)
Borki – dzielnica Radomia, dawniej podradomska wieś. Sąsiaduje z Halinowem, Plantami, Wośnikami, Żakowicami, Zamłyniem i Starym Miastem. Ograniczona od zachodu rzeką Mleczną, Zalewem Borki; od południa ulicami: Suchą, Sosnową i Tartaczną; od wschodu: Torową i Tytoniową.

## Historia
Niegdyś folwark podmiejski. W latach międzywojennych zaczęła się pojawiać na terenie dzielnicy niska zabudowa mieszkalna i przemysłowa. Powstała kolonia domów robotniczych im. Bolesława Limanowskiego. Wzniesiono zabudowania Fabryki Wyrobów Rymarskich Kromołowskiego i kościół pw. św. Teresy. Sieć drogowa została stworzona w oparciu o istniejące już drogi polne.
Niestety struktura komunikacyjna w obrębie dzielnicy w znacznym stopniu utrwaliła się. Zabudowa wielorodzinna zaczęła pojawiać się po II wojnie światowej. W latach 60. XX wieku rozpoczęto budowę wielkiego osiedla, na terenie którego obok tradycyjnej zabudowy 5-kondygnacyjnej wzniesiono również szereg wieżowców 11-kondygnacyjnych (Osiedle Borki I według projektu Józefa Kopery i Barbary Rosy). Inwestycję zakończono w 1971. Równocześnie szybko rosła liczba mieszkańców. W 1960 wynosiła ona 5616 osób, a w 1968 już 8949. W 1973 przystąpiono do budowy kolejnej części osiedla mieszkaniowego na Borkach (Osiedle Borki II). Inwestycję zakończono w 1975. W 1974 zrealizowano pierwszy, krótki odcinek szerokiej alei nazwanej później ulicą Maratońską. Budowę arterii dokończono po odzyskaniu przez Radom statusu miasta wojewódzkiego. Równocześnie w czynie społecznym urządzono duży zbiornik rekreacyjny, Zalew Borki. W dzielnicy istnieje popadający w ruinę budynek po browarze Saskich oraz zbudowany od podstaw budynek Karszów (obecnie restauracja „Karszówka”).

## Turystyka
Przez Borki przebiega zielony pieszy szlak turystyczny Rożki PKP – Pionki Zachodnie PKP (począwszy od mostu przy ul. Suchej wzdłuż rzeki Mlecznej, przez molo i dalej wzdłuż wschodniego brzegu Zalewu Borki, przez tamę i znów wzdłuż rzeki, następnie ulicami Podhalańską, Maratońską, Bagienną przez łąki wzdłuż rzeki Mlecznej do grodziska Piotrówka na Starym Mieście).

## Ważniejsze obiekty

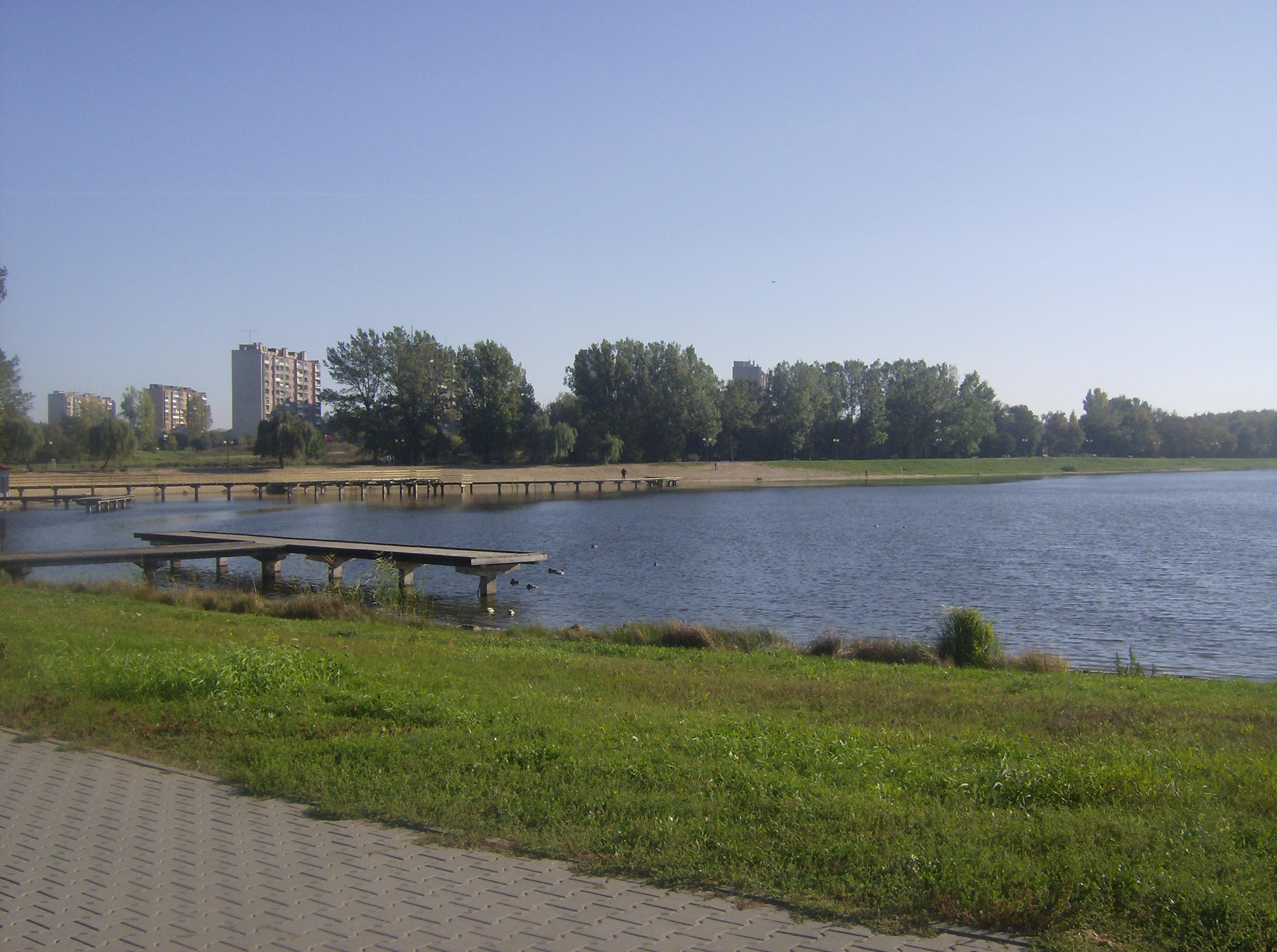
Zalew na Borkach

- Kościół św. Teresy od Dzieciątka Jezus
- cmentarz rzymskokatolicki[1]
- Zalew Borki
- MOSiR
- Powiatowy Urząd Pracy
- zajezdnia autobusowa firmy Michalczewski
- Zakłady Tytoniowe Imperial Tabacoo Manufacturing S.A.
- Zabudowania browaru Kłosowskich z XIX wieku (później Saskich)[1]

### Kościół

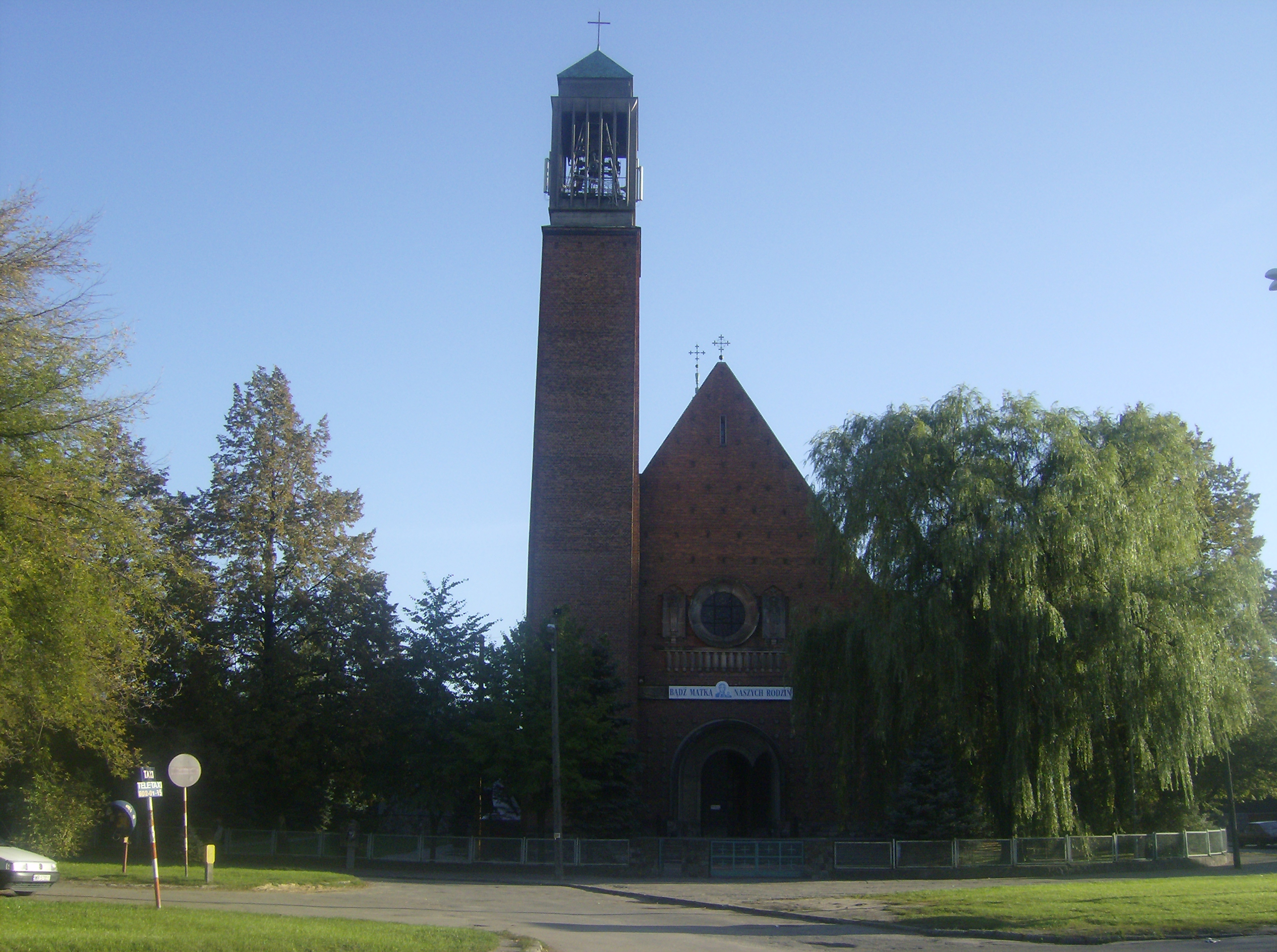
Kościół pw. Św. Teresy od Dzieciątka Jezus

Kościół wybudowano w latach 1938–1965 dzięki staraniu ks. Andrzeja Łukasika. Konsekracji świątyni dokonał 4 października 1964 Sługa Boży bp Piotr Gołębiowski. Kościół był restaurowany w 1984 z inicjatywy ks. Lucjana Wojciechowskiego i w 2005 pod kierunkiem ks. inf. Jerzego Banaśkiewicza. Kościół wzniesiony został w stylu neoromańskim, w planie prostokąta, jest murowany z kamienia i czerwonej cegły.

### Cmentarz
Cmentarz rzymskokatolicki mieści się przy ulicy Bolesława Limanowskiego. Został założony w 1812. Ogrodzony murem, systematycznie rozbudowywany. Miejsce pochówku zasłużonych dla oświaty i kultury polskiej oraz powstańców i żołnierzy walczących o wolną Polskę.

## Oświata
Na terenie Borek znajdują się:
- Publiczna Szkoła Podstawowa nr 2 im. Hansa Christiana Andersena, mieszcząca się przy ulicy Batalionów Chłopskich 16;
- Wydział Mechaniczny Uniwersytetu Technologiczno-Humanistycznego im. Kazimierza Pułaskiego w Radomiu mieszczący się przy ulicy Janka Krasickiego 54 (Instytut Budowy Maszyn, Instytut Mechaniki Stosowanej i Energetyki, Biblioteka Wydziałowa, DS. 4 „Jedynak”).

## Sport i rekreacja
W dzielnicy Borki położony jest MOSiR Ośrodek Wypoczynkowy „Borki” nad zalewem o tej samej nazwie. Na terenie ośrodka znajdują się: domki kempingowe, boiska do gry w piłkę siatkową oraz wypożyczalnia sprzętu sportowego i wodnego. Miejsce imprez i koncertów (występowali m.in. Kate Ryan, Kayah).

## Komunikacja miejska i transport
Na Borki można dojechać liniami autobusów: 1, 7, 8, 10, 11, 12, 13, 14, 16, 17, 25 oraz każdym kursem zjazdowym komunikacji miejskiej. Przez Borki ulicami: Maratońską i 1905 r. przebiega droga krajowa nr 12 Łęknica (Niemcy) – Dorohusk-Berdyszcze (Ukraina); natomiast przy ulicy Łukasika ma swój początek trasa drogi wojewódzkiej nr 744 do Starachowic.

## Ludzie związani z Borkami
- Kazimierz Paździor – pięściarz, złoty medalista Igrzyskach Olimpijskich w Rzymie 1960, mistrz Europy w 1957, dwukrotny mistrz Polski[4]
- Robert Prygiel – siatkarz, wieloletni reprezentant Polski, uczestnik igrzysk olimpijskich 1996 w Atlancie, wielokrotny medalista mistrzostw kraju[5]
- Szymon Wydra – piosenkarz, lider i wokalista zespołu Carpe Diem.